# Five Fingers
 Five Fingers és una pel·lícula estatunidenca dirigida per Joseph L. Mankiewicz, estrenada el 1952, adaptació del llibre de Ludwig Carl Moyzisch.

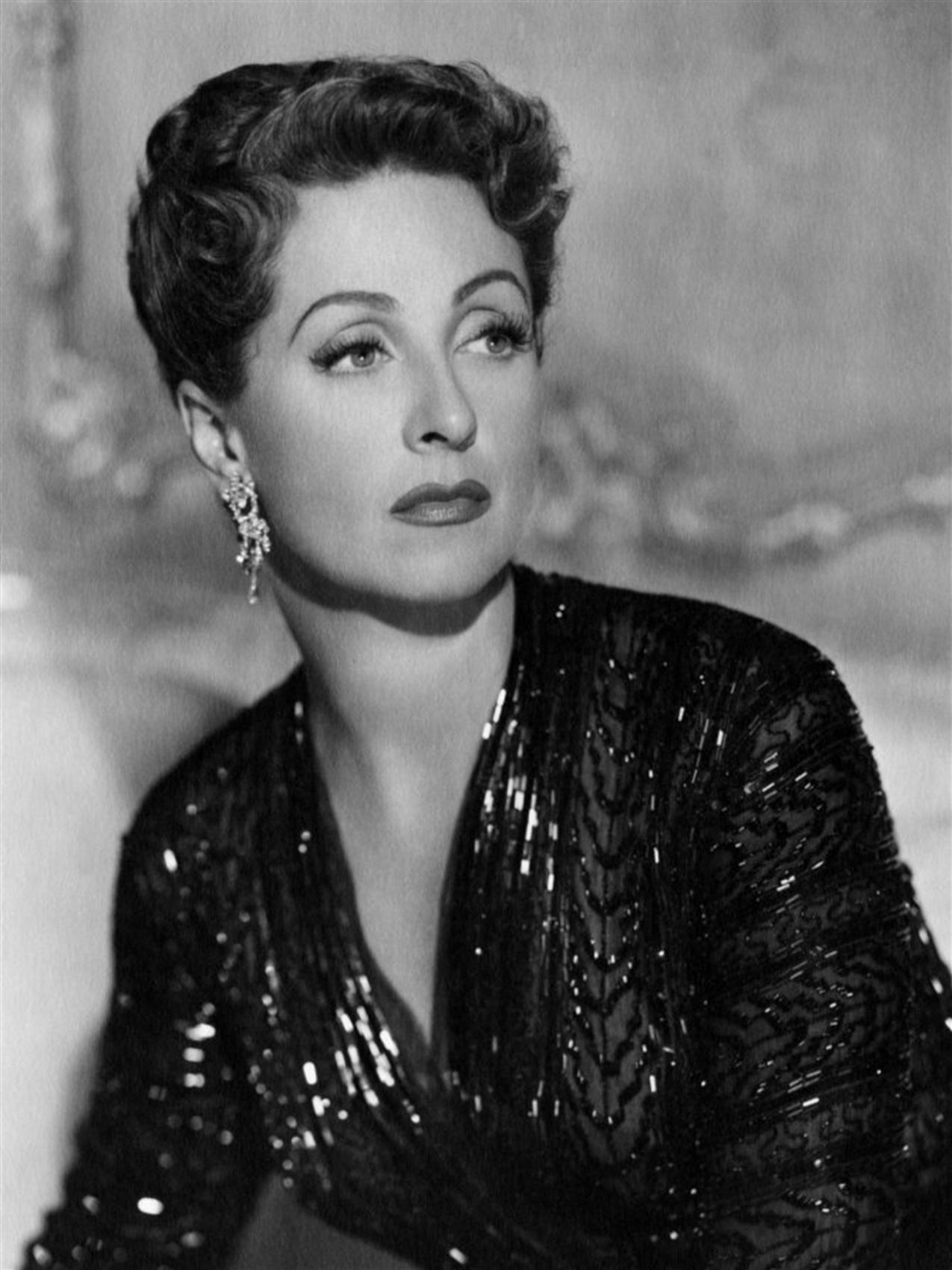
Danielle Darrieux al paper de la Comtessa Anna Staviska

## Argument[1]
Aquesta pel·lícula s'inspira en fets reals

Ankara, 1944, el criat de cambra de l'ambaixador del Regne Unit proposa a l'agregat de l'ambaixada d'Alemanya de vendre-li fotografies de documents britànics classificats top-secret. Dubitatius, els alemanys accepten, tot tement una trampa. Donen al criat el nom de codi Ciceró. El primer lliurament que anuncia els llocs i dates de bombardeigs es revela autèntic. El mercat prossegueix. Necessitant una façana per emmascarar les seves discretes cites, el criat paga una comtessa arruïnada i l'encarrega d'organitzar vesprades mundanes on la diplomàcia alemanya podrà anar oficialment. Els britànics s'adonen que hi ha una fugida en els seus serveis i envien un agent del contraespionatge.

## Repartiment
- James Mason: Ulysses Diello (Ciceró)
- Danielle Darrieux: Comtessa Anna Staviska
- Michael Rennie: Colin Travers
- Walter Hampden: Sir Frederic
- Oskar Karlweis: Ludwig Carl "L. C." Moyzisch
- Herbert Berghof: El coronel von Richter
- John Wengraf: El comte Franz von Papen
- Ben Astar: Siebert
- Roger Plowden: Keith MacFadden
- Michael Pate: Morrison
- Ivan Triesault: Steuben
- Hannelore Axman: La secretària de von Papen
- David Wolfe: Da Costa
- Lawrence Dobkin: Santos
- Nestor Paiva: L'ambaixador de Turquia
- Antonio Filauri: L'ambaixador d'Itàlia

## Remakes i adaptacions
- 1955: Operació Cicero d'Hubert Cornfield amb Ricardo Montalban i Peter Lorre
- 1959: Five Fingers, sèrie en 16 episodis difosa d'octubre de 1959 a gener de 1960